# 水橋和夫
水橋 和夫（みずはし かずお、1944年5月9日 - 2016年）は、日本の俳優、ナレーター。本名は同じ。
神奈川県出身。亜細亜大学中退。文学座出身。東京俳優生活協同組合に所属していた。
特技はウクレレ、ギター。声域はバリトン。

## 出演作品

### テレビドラマ
- 大河ドラマ
  - 太閤記（1965年） - 明智の士
  - 風と雲と虹と（1976年） - 良正の兵
  - 花神（1977年）
  - 峠の群像（1982年） - 侍
  - 徳川家康（1983年） - 松平外記
  - 山河燃ゆ（1984年） - 壮士風の男
  - 春の波涛（1985年） - 警官隊隊長
  - 翔ぶが如く（1990年） - 商人
- おかあさん 第2シリーズ 第322話「夜の静寂を…」（1966年）
- 木下恵介劇場 / 記念樹（1966年）
- 嫌い!好き!! 第3話「追うなかれ幻を」（1966年）
- 七人の刑事
  - 第2シリーズ 第292話「何処へ行ったらいいの」（1967年）
  - 第3シリーズ 第41話「死者に花束を」（1979年）
- 遠山の金さん捕物帳 第75話「うっちゃられた男」（1971年） - 玉風
- さすらいの狼 第16話「竜の心にしゃくなげ一輪」（1972年）
- 荒野の素浪人 第1シリーズ 第45話「死闘 傷だらけの駒木峠」（1972年）
- 時間ですよ 第3シリーズ 第4話、第22話（1973年）
- 金曜ドラマ / 白い影 第1話（1973年） - 救急隊員
- テレビスター劇場 / 華麗なる一族（1974年 - 1975年）
- 伝七捕物帳 第19話「情が結ぶ三昧の糸」（1974年）
- 白い牙 第22話「クレージーライダー」（1974年）
- おんな浮世絵・紅之介参る! 第19話「夜太郎危機一髪」（1975年）
- 幸福ゆき 第15話「今度こそ父に!」（1975年） - 車掌
- 太陽にほえろ!
  - 第187話「愛」（1976年） - スーパーマーケット警備員
  - 第326話「捜査」（1978年） - サラリーマン風の男
  - 第349話「見知らぬ乗客」（1979年） - 「ボン」店主
  - 第368話「事件の背景」（1979年） - 相馬隆行
  - 第379話「旅の夢」（1979年） - 宝石店店主
  - 第401話「紙飛行機」（1980年） - 工事現場の作業員
  - 第413話「エーデルワイス」（1980年） - スカイラウンジ支配人
  - 第488話「過去」（1981年） - パン屋店主
  - 第504話「バイオレンス」（1982年） - 喫茶店店主
  - 第551話「すご腕ボギー」（1983年） - 「ゼスト」マスター
  - 第582話「犯罪ツアー」（1983年） - 「ミッキー」店長
  - 第604話「戦場のブルース」（1984年） - 新宿ニューシティホテルのフロント係
  - 第627話「感謝状」（1984年） - ローソン店長
  - 第640話「妻への疑惑」（1985年） - 喫茶店店主
  - 第674話「友よ、君が犯人なのか」（1985年） - 花井（鮎川の友人）
  - 第705話「一億五千万円」（1986年） - 城南署宮前派出所の巡査
- 大江戸捜査網
  - 第270話「王将に秘めた疑惑」（1976年）
  - 第418話「悪を撃つ謎のオランダ銃」（1979年）
  - 第453話「美女誘拐 螢火の罠」（1980年）
- 気まぐれ天使 第31話「赤い夕陽にピンクの風」（1977年）
- 大都会シリーズ
  - 大都会 PARTII 第17話「トラック大爆走」（1977年）
  - 大都会 PARTIII 第4話「吠えるショットガン」（1978年）
- 新五捕物帳
  - 第8話「蛇の道は蛇?」（1977年）
  - 第39話「ど根性親子」（1978年）
  - 第93話「大江戸初春侍小僧」（1980年）
- 赤い絆 第2話「秘められた過去」（1977年）
- 熱い嵐（1979年）
- 噂の刑事トミーとマツ 第1シリーズ
  - 第4話「女ごころvs迷コンビ」（1979年） - バイクを壊された男
  - 第32話「ああ! トミマツの4回戦ボーイ」（1980年）
- 大捜査線→大捜査線シリーズ 追跡（1980年）
  - 第7話「明日からは泣かない」
  - 第12話「路上の結婚式」
  - 第34話「この子はだァれ?」
- 西部警察シリーズ
  - 西部警察 第47話「笛吹川有情」（1980年） - 宝石に詳しい男
  - 西部警察 PART-III（1984年）
    - 第42話「少年Aの2時間」 - 雀荘店主
    - 第44話「幻の銀バッジ」 - 秋本
    - 第64話「14年目の賭け」 - アルファープロダクション社員
- 非情のライセンス 第3シリーズ  第22話「兇悪のアルバイト・過去からの殺人」（1980年）
- 走れ!熱血刑事 第11話「転落のヒーロー」（1981年） - サンドイッチマン
- 俺はおまわり君 第4話「だましだまされ、男と女は…」（1981年）
- 玉ねぎむいたら… 第22話「これがキッス?」（1981年） - 飯島
- 桃太郎侍 第235話「海路はるばる喧嘩旅」（1981年）
- 秘密のデカちゃん 第27話「当った占い、秘密を守ればタタリが続く」（1981年）
- 俺はご先祖さま 第3話「明日に向かって撮れ!」（1981年）
- 文吾捕物帳 第18話「ここほれ子猫」（1982年）
- 土曜ワイド劇場
  - 超高層ホテル殺人事件（1982年）
  - 十三階の女（1983年）
  - 松本清張スペシャル・状況曲線（1994年） - 警視庁の刑事
  - 新・女弁護士 朝吹里矢子 第1作（1996年） - 福井支店長
  - 松本清張スペシャル・黒い樹海（1997年） - 鶴巻完造
- 特捜最前線
  - 第272話「狙われた乗客!」（1982年）
  - 第303話「20歳のイルミネーション!」（1983年）
  - 第331話「小さな紙吹雪の叫び!」（1983年）
  - 第374話「真夜中の殺人エレベーター!」（1984年）
  - 第433話「モーニング・コールの証明!」（1985年）
  - 第490話「青い殺意・優しい放火魔!」（1986年）
- 野々村病院物語II 第7話（1982年）
- 看護婦日記 パートI（1983年）- マスター
- 火曜サスペンス劇場 / 重婚（1983年）
- 土曜グランド劇場 / 事件記者チャボ! 第12話「チャボ! みんなでグレれば恐くない?」（1984年） - 「八百鈴」主人
- 不良少女とよばれて 第14話「バッドファイター」（1984年）
- 東芝日曜劇場
  - ママ!メリークリスマス（1984年）
  - なにさまっ! 第7話「あんたを助けたい」（1998年）
- 夏・体験物語 パート2 第5話「知りたがり」（1986年）
- ドラマ23 / 別れぬ理由（1988年）
- はぐれ刑事純情派
  - 第1シリーズ 第11話「子連れ未亡人の犯罪」（1988年）
  - 第5シリーズ 第3話「自己破産を望んだ女・カードの誘惑!」（1992年）
  - 第12シリーズ 第20話「女巡査が犯人!? 水着を買う女!」（1999年）
- 奇妙な出来事 第1話「一億の夢」（1989年） - 声の出演
- 直木賞作家サスペンス / 夜の探偵（1990年）
- 東京ストーリーズ / きつねのお見合い（1990年）
- キモチいい恋したい! 第1話「目標! 医者・弁護士ヤンエグ!!」（1990年）
- さすらい刑事旅情編IV 第21話「南国土佐の殺意・ホテルから消えた女医」（1992年）
- 悪いこと 第11話「声」（1992年）
- 世にも奇妙な物語 「顔色」（1992年）
- 新幹線物語'93夏 第12話「拝啓! のぞみ様」（1993年）
- 花王ファミリースペシャル / ドラマ結婚式場 花嫁介添人がゆく6（1995年）
- 金曜エンタテインメント
  - 変なお父さん（1995年）
  - 安岡課長の殺人会議（1999年）
- 金曜ドラマ / 協奏曲 第6話「さよなら先生」（1996年）
- ゆずれない夜（1996年）
- 憲法はまだか（1996年）
- 総理と呼ばないで 第2話「陰気なパーティー」（1997年）
- 連続テレビ小説 / 天うらら（1998年）
- ドラマ新銀河 / 素敵に女ざかり2（1998年）
- 緋の稜線（1998年）
- 坊さんが、ゆく（1999年）
- 魔女の条件 第9話「妊娠」（1999年）
- 水曜劇場 / TEAM（1999年）
- 木曜劇場 / 薔薇の十字架 第10話「愛する胸で、永遠に眠れ」（2002年）
- 時空警察捜査一課 PART3（2003年）

### 特撮
- ウルトラマンレオ 第11話「泥まみれ男ひとり」（1974年） - アキラの父
- 5年3組魔法組 第12話「魔法か科学かヤキトリ作り大競争」（1977年）
- スーパー戦隊シリーズ
  - ジャッカー電撃隊 第19話「真赤な大冒険!! 底なし魔境の鬼退治」（1977年） - 太郎の父親
  - 超力戦隊オーレンジャー 第14話「大好きピノキオ」（1995年） - 工場長
- UFO大戦争 戦え! レッドタイガー 第5話「ランボルGの秘密」（1978年）
- 西遊記 パート2 第20話「燃えた屏風の七福神」（1980年）
- 宇宙刑事シャイダー 第35話「謎を射る黄金の矢」（1984年） - ホテルの支配人
- 兄弟拳バイクロッサー 第17話「カレーにご用心!」（1985年） - コックラー人間態

### ナレーション
- NNNきょうの出来事
- NNNニュースプラス1
- FNNスーパーニュース
- 男たちの食宴
- ここがヘンだよ日本人
- 午後は○○おもいッきりテレビ
- スーパーJチャンネル
- ニュースステーション
- 秘湯ロマン